# Biokompatibilität von Nanomaterial
Die Biokompatibilität von Nanomaterial bezeichnet den Einfluss von Nanomaterial auf Mensch und Umwelt.

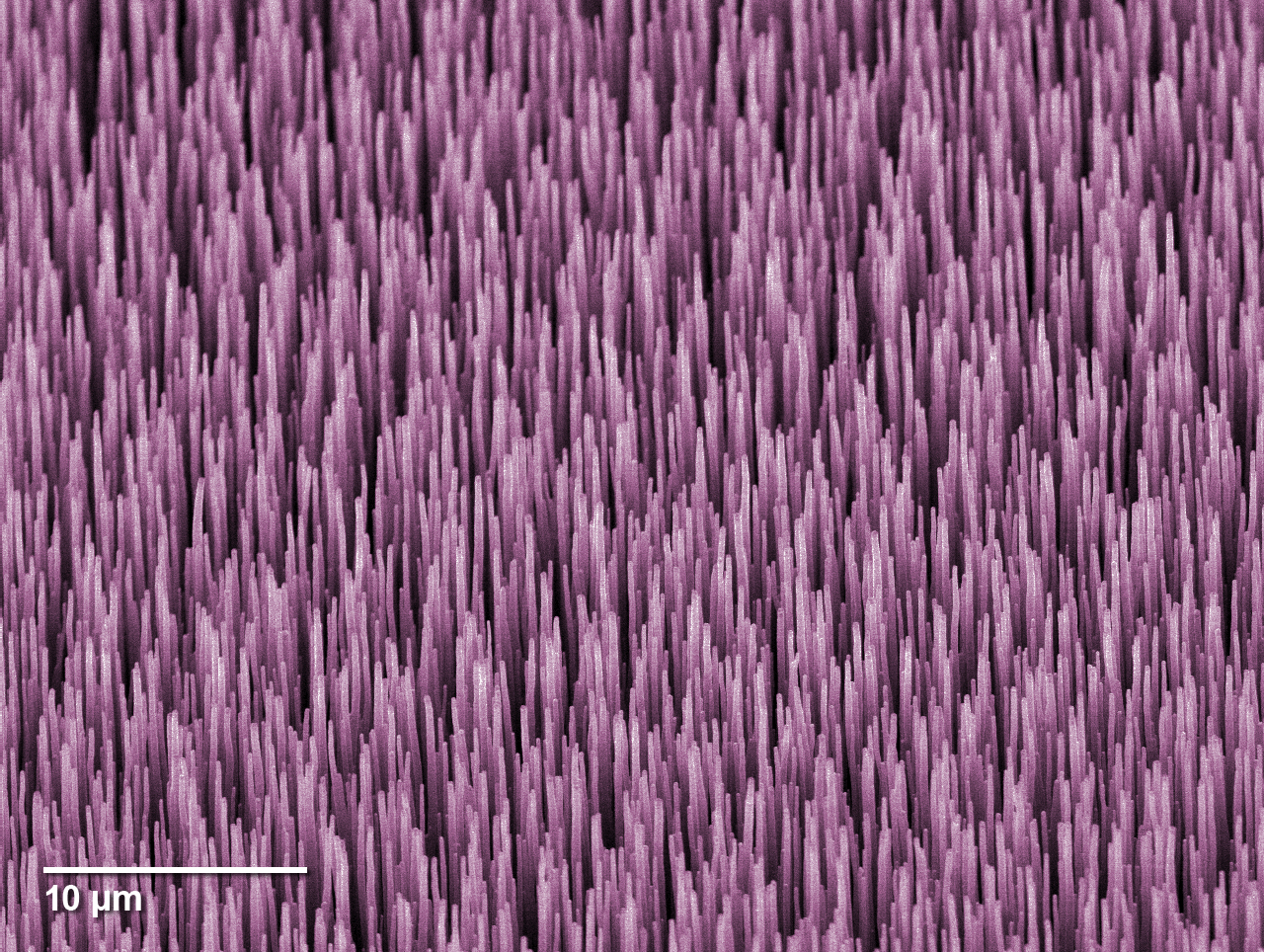
Nanoröhren, angefärbte Mikroskopaufnahme von mehrwandigen Kohlenstoffnanoröhren, jedes 40 Mikrometer lang, die mehr als 99,9 % des Lichts eines fasergekoppelten Radiometers absorbieren.

 Die Biokompatibilität und Zytotoxizität von Nanotubes (Nanoröhren) mit einem Durchmesser von 10–15 nm und einer Länge von 1000 nm wurden in Tierversuchen erforscht. Nanoröhren sind meistens Kohlenstoffnanoröhren (engl. carbon nanotubes, CNT), funktionalisierte Kohlenstoffnanoröhren (siehe Kohlenstoff-Nanoröhren-Chemie), Silikatnanoröhren oder funktionalisierte Silikatnanoröhren. 

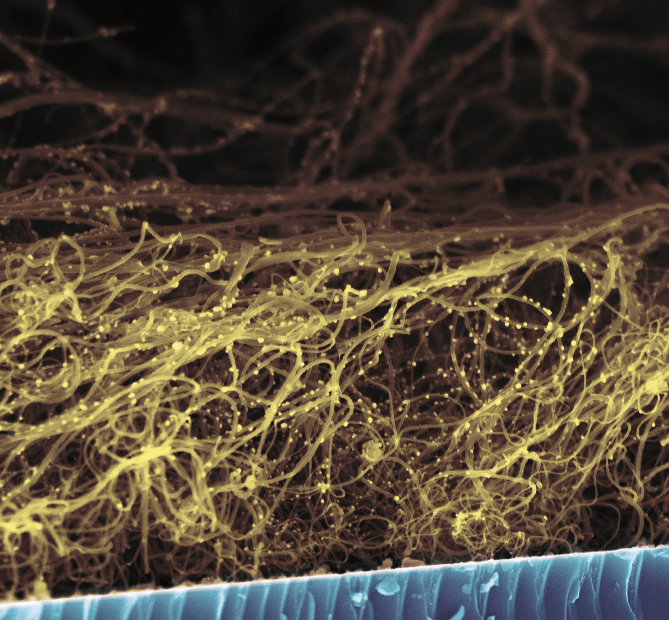
Nanogold (Goldpartikel auf Kohlenstoffnanokabel), Aufnahme eines Scan-Elektronenmikroskops

Nanopartikel von wenigen Nanometern Durchmesser können unter anderem aus Kohlenstoff, Silikat, Gold, Silber, Zinkoxid oder Titandioxid bestehen.

## Anwendungsmöglichkeiten von Nanomaterialien

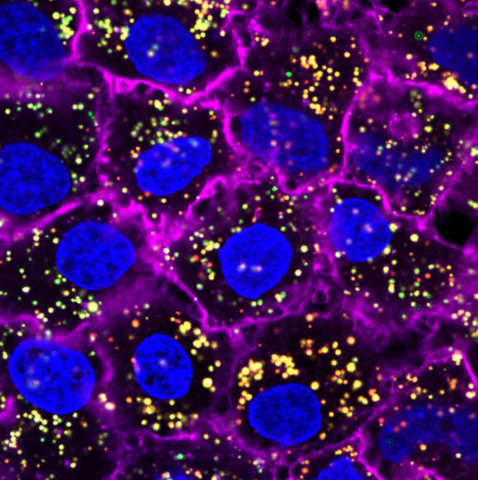
Nanopartikel (gelb) in Krebszellen (blau)

Die Anwendungsmöglichkeiten von Nanomaterial sind beispielsweise im medizinischen und pharmakologischen Bereich, wie in der Forschung zur Krebstherapie. Sie werden in der Tumorforschung eingesetzt, aber außerhalb des Labors kann Nanomaterial in Gebrauchsgegenständen eventuell schädlich sein. Die Nanopartikel können eventuell die Blut-Hirn-Schranke passieren, was für manche pharmakologischen Anwendungen erwünscht ist – sie können sich aber auch in der Lunge festsetzen.

### Silbernanopartikel
Silbernanopartikel werden als Zusatzstoffe in Sonnencremes verwendet.
Silbernanopartikel dringen nicht tiefer in die Haut ein, wenn sie mit Aluminiumchlorid, Methylparaben oder Di-n-butylphthalat als Sonnencreme auf die Haut aufgetragen werden. Die größte Menge Silber, die die Haut durchdringt, war 0,45 ng/cm2(0,365–0,974 ng/cm2) für PEG-stabilisierte Silbernanopartikel mit Methylparaben.

### Goldnanopartikel
Goldnanopartikel haben eine Größe von 0,8 bis 1,8 nm. Sie haben antimikrobielle Wirkung und können als Pharmazeutika Anwendung finden. Aloysia triphylla-Extrakte machen eine Synthese von Goldnanopartikeln möglich, und die erhaltenen Nanopartikel können wegen ihrer antibakteriellen und katalytischen Wirkung zur Wasseraufbereitung verwendet werden.

## Studien über Toxizität von Nanoröhren und Nanopartikeln
Es gibt unterschiedliche Forschungsergebnisse verschiedener Studien:

### Kohlenstoffnanotubes
Kohlenstoffnanotubes (CNTs) zeigen Toxizität. CNTs waren nach Injektion embryolethal und teratogen bei Mäusen, und Hühnerembryos zeigten eine Wachstumsverzögerung. Man nimmt an, dass CNTs karzinogen sind und Lungentumore verursachen können.
Nach Erkenntnissen einer anderen Studie zeigt die Injektion von Kohlenstoffnanoröhren bei Mäusen keine Symptome.

### Funktionalisierte mehrwandige Kohlenstoffnanotubes
Die Forschungen haben ergeben, dass reine Nanotubes mehr Zellen abtöten als die funktionalisierten multiwall-CNTs, dass diese aber dafür gentoxischer sind.

### Silikatnanotubes
Die Toxizität wurde an Glioblastomazellen von Ratten erforscht. Die Experimente zeigten, dass Aluminiumsilikatnanotubes eine hohe Biokompatibilität und eine niedrige Zytotoxizität haben, werden sie jedoch mit Silanen funktionalisiert, zeigen sie eine hohe Zelltoxizität. Diese Resultate deuten auf potentielle Anwendungsmöglichkeiten in der Tumortherapie hin.

### Silbernanopartikel
Silbernanopartikel einer Größe von 10–100 nm sind tödlich für Zebrafischembryos, da sie ein Stickoxid-Ungleichgewicht verursachen können.

### Siliziumnanopartikel
Eine andere Studie zeigt die Fähigkeit von Siliziumnanopartikeln, durch Schädigung der DNA und der Mitochondrien und durch die Begünstigung von Tumorbildung den Zelltod herbeizuführen, ähnlich wie Stickoxide.

### Zinkoxidnanopartikel
Eine Studie zeigt, dass Zinkoxid-Nanopartikel mehr toxikologische Eigenschaften haben im Vergleich zu größeren Teilchen, was man an Veränderungen im Blutbild sehen kann und an pathologischem Befund im Nieren- und Lebergewebe.

### Flüssigkristalline Nanopartikel
Flüssigkristalline Nanopartikel können bei Ratten die Blut-Hirnschranke überwinden.